# فيتز هنري لان
فيتز هنري لان (بالإنجليزية: Fitz Henry Lane)‏ هو رسام أمريكي، ولد في 19 ديسمبر 1804 في غلوستر في المملكة المتحدة، وتوفي بنفس المكان في 14 أغسطس 1865.

## وصلات خارجية
- فيتز هنري لان على موقع الموسوعة البريطانية (الإنجليزية)
- فيتز هنري لان على موقع إن إن دي بي (الإنجليزية)